# 張就
张就（？—？），凉州敦煌郡淵泉人，三国时曹魏官員。张恭之子。

## 生平
东汉末年，河右大乱，和中原隔绝不通，敦煌郡太守马艾在官任上去世，郡丞一位又空置。功曹张恭平素有学行，郡里的人推举他行长史事，恩威十分显著。其後派遣儿子张就向东拜见曹操，请求设置太守。
当时酒泉郡黄华、张掖郡张进各据其郡，想要和张恭联合。张就至酒泉，被黄华抓住，用刀威逼他。但张就都没有答应，私下给父亲张恭写信：“父亲大人统管敦煌，忠义显扬，岂能以张就在危难之中就背弃忠义？当初乐羊吃自己的儿子，李通全家被杀，治理国家的大臣，怎能只顾念自己的妻儿？现在大军将至，您应当尽快出兵夹击敌人；希望不要因为对儿子的爱，使我张就在黄泉之下有遗憾。”
张恭平定酒泉之後，张就最后平安返回敦煌。黄初二年，魏文帝下诏褒扬，赐爵张恭关内侯，拜为西域戊己校尉。几年后征召入京，以张就代任。张就后来担任为金城郡太守
青龍四年，涼州塞外胡阿畢師攻打西域諸國，張就出兵征伐，斬首捕虜萬餘人。

## 後代
- 子張斅，字祖文，西晋广汉郡太守、匈奴中郎将。
- 孫張固，字元安，为西晋黄門郎，早卒。